# Бархане
Бархане (ингуш. Бархане) — село в Джейрахском районе Ингушетии. Входит в сельское поселение Гули. Родовое село ингушского тейпа Барханой.

## География
Расположено на юге Республики Ингушетия, севернее реки Тетрицкали в 20 километрах на северо-восток (по прямой) от Гули, административного центра поселения. Ближайшие населенные пункты: Эгикал, Лейми.

### Часовой пояс
Село Бархане, как и вся Республика Ингушетия, находится в часовой зоне МСК (московское время). Смещение применяемого времени относительно UTC составляет +3:00.

## Население
| 1926 | 2010 |
| ---- | ---- |
| 19   | ↘0   |

## Инфраструктура
Отсутствует.

## Достопримечательности
Башенный комплекс Бархане.